# プラスキ郡 (ケンタッキー州)
プラスキ郡（英: Pulaski County）は、アメリカ合衆国ケンタッキー州の南部に位置する郡である。2010年国勢調査での人口は63,063人であり、2000年の56,217人から12.2%増加した。郡庁所在地はサマセット市（人口11,196人）であり、同郡で人口最大の都市でもある。プラスキ郡は1799年に設立され、郡名はポーランドの貴族であり、アメリカ独立戦争で戦死したカジミエシュ・プワスキに因んで名付けられた。

プラスキ郡はケンタッキー州アルコール飲料統制省の定義で「モイスト郡」に分類される。郡内には大衆にワインを売る「小さな農場ワイン醸造所」2か所がある。バーンサイド市はレストランにアルコール飲料を出すことを認めているが、包装容器での販売は認めていない。サマセット市は2012年6月26日の住民投票で、包装容器に入ったアルコールを購入でき、レストランやバーは飲料としてアルコールを提供できる「ウェット」市になった。郡内の他の地域すべてはアルコール飲料の販売が禁止されている「ドライ郡」（禁酒郡）である。

## 地理
アメリカ合衆国国勢調査局に拠れば、郡域全面積は677.05平方マイル (1,753.6 km2)であり、このうち陸地661.60平方マイル (1,713.5 km2)、水域は15.45平方マイル (40.0 km2)で水域率は2.28%である。

### 空港
カンバーランド湖地域空港が郡内のサマセット市、アメリカ国道27号線事業地区南端にある。サマセット市とプラスキ郡が所有している。カンバーランド湖周辺の地域からも利用できる。大半は一般用途であり、2008年後半から2010年2月までは、ロケアの商業便が就航していた。現在、連邦予算の300万ドルを掛けた旅客ターミナルは使われていない。
この空港は2008年に改名されたものであり、それまではサマセット・プラスキ郡空港、あるいはJ・T・ウィルソン飛行場と呼ばれていた。

### 隣接する郡
- リンカーン郡 - 北
- ロックキャッスル郡 - 北東
- ローレル郡 - 東
- マクリアリィ郡 - 南東
- ウェイン郡 - 南西
- ラッセル郡 - 西
- ケーシー郡 - 北西

## 人口動態
以下は2000年国勢調査による人口統計データである。
| 基礎データ - 人口: 56,217人 - 世帯数: 22,719 世帯 - 家族数: 16,334 家族 - 人口密度: 33人/km2（85人/mi2） - 住居数: 27,181軒 - 住居密度: 16軒/km2（41軒/mi2） 人種別人口構成 - 白人: 97.48% - アフリカン・アメリカン: 1.07% - ネイティブ・アメリカン: 0.22% - アジア人: 0.37% - 太平洋諸島系: 0.02% - その他の人種: 0.17% - 混血: 0.67% - ヒスパニック・ラテン系: 0.81% 現在、多くは違法のヒスパニック系移民が流入しているが、上記の数字には含まれていない。 年齢別人口構成 - 18歳未満: 23.4% - 18-24歳: 8.0% - 25-44歳: 28.6% - 45-64歳: 24.9% - 65歳以上: 15.1% - 年齢の中央値: 38歳 - 性比（女性100人あたり男性の人口） - 総人口: 95.6 - 18歳以上: 91.9 | 世帯と家族（対世帯数） - 18歳未満の子供がいる: 31.2% - 結婚・同居している夫婦: 58.5% - 未婚・離婚・死別女性が世帯主: 10.1% - 非家族世帯: 28.1% - 単身世帯: 24.9% - 65歳以上の老人1人暮らし: 10.8% - 平均構成人数 - 世帯: 2.42人 - 家族: 2.87人 収入と家計 - 収入の中央値 - 世帯: 27,370米ドル - 家族: 32,350米ドル - 性別 - 男性: 27,398米ドル - 女性: 19,236米ドル - 人口1人あたり収入: 15,352米ドル - 貧困線以下 - 対人口: 19.1% - 対家族数: 14.8% - 18歳未満: 26.9% - 65歳以上: 16.6% |

## 都市と町
| - サマセット - 郡庁所在地 - バーンサイド - ユーバンク - ファーガソン - ナンシー - サイエンスヒル | - ショップビル - エトナ - ウッドストック - オークヒル - イングル - バレーオーク |

## 教育

### 公共教育学区
郡内の公共教育は3つの教育学区が管轄している。
- プラスキ郡教育学区[4]
  - 最大の学区であり、サマセット市以外を管轄している。
- サマセット独立教育学区[5]
  - サマセット市を管轄し、小学校、中学校、高校各1校がある。
- サイエンスヒル独立教育学区[6]
  - サイエンスヒル市を管轄し、幼稚園生から8年生を教える学校1校だけである。高校はプラスキ郡教育学区またはサマセット独立教育学区の高校に進学する。

### 高等教育機関
サマセット・コミュニティカレッジは、ケンタッキー州コミュニティ工科カレッジシステムの構成校16校の1つであり、2年制、入学自由のカレッジである。このカレッジでは教養系の学問と技術的な教科があり、資格や准学士の学位を与えている。

## 著名な出身者
- ジョン・シャーマン・クーパー（1901年-1991年）、プラスキ郡で生まれた。弁護士、ケンタッキー州議会議員、プラスキ郡判事、国際連合代表、アメリカ合衆国上院議員、駐インドおよびネパール大使、初代駐ドイツ民主共和国（東ドイツ）大使（在任1974年-1976年）、ウォーレン委員会委員